# 1926 في تركيا
فيما يلي عرض للأحداث التي حدثت في عام 1926 في تركيا.

## البرلمان
- برلمان تركيا الثاني

## في المنصب
- الرئيس - كمال أتاتورك
- رئيس الوزراء - عصمت إينونو

## الحزب الحاكم والمعارضة الرئيسية
- الحزب الحاكم - حزب الشعب الجمهوري (CHP)

## الحكومة
- الحكومة الرابعة في تركيا

## أحداث
- 1 يناير - بدأت تركيا في استخدام التقويم الدولي والتوقيت بدلاً من التقويم التقليدي
- 17 فبراير - القانون المدني
- 1 مارس - القانون الجنائي الحديث
- 18 مارس - زلزال بلغت شدته 6.9 درجة، وبلغت شدته القصوى 8 (حادة)، البحر الأبيض المتوسط جنوب غرب كاس في مقاطعة أنطاليا. راح ضحيته عدد من المواطنين.[2]
- 11 أبريل - التعبئة الجزئية كإجراء احترازي بعد خطاب الدكتاتور الإيطالي بينيتو موسوليني
- 19 أبريل - قانون المساحلة الحديثة
- 22 أبريل - قانون الالتزامات الحديثة
- 29 مايو - الرمز التجاري الحديث
- 5 يونيو - معاهدة بشأن مستقبل الموصل (التي كانت جزءًا من تركيا في نهاية الحرب العالمية الأولى ولكن ضمتها المملكة المتحدة خلال يوم الهدنة).
- 15 يونيو - تم الكشف عن مؤامرة لاغتيال مصطفى كمال في إزمير
- 20 يونيو - أزمة بين رئيس الوزراء عصمت عنونو والمحكمة الخاصة حول حق المحكمة في اعتقال كاظم كارابكير الذي كان نائبًا. (توسط مصطفى كمال وانتهت الأزمة في الخامس من يوليو)
- 6 أكتوبر - أول مصنع للطائرات في قيصرية

## مواليد
- 22 أغسطس - الشاعر اوميت ياشار أوغوزجان.
- 5 سبتمبر - سليمان سبا أطول رئيس مجلس إدارة لنادي بشكتاش الرياضي
- 29 تشرين الأول / أكتوبر- نجم الدين أربكان، رئيس وزراء (الحكومة التركية الخامسة والخمسون)

## وفيات
- 12 يوليو - ضياء هرست (ولد عام 1892) ، سياسي
- 13 يوليو - رشدي باشا (مواليد 1872)، جنرال وسياسي متقاعد
- 26 أغسطس - محمد كافيت بك (ولد عام 1875)، سياسي واقتصادي
- 26 أغسطس - ناظم بك (مواليد 1970)، سياسي حاصل على دكتوراه في الطب.

## معرض الصور

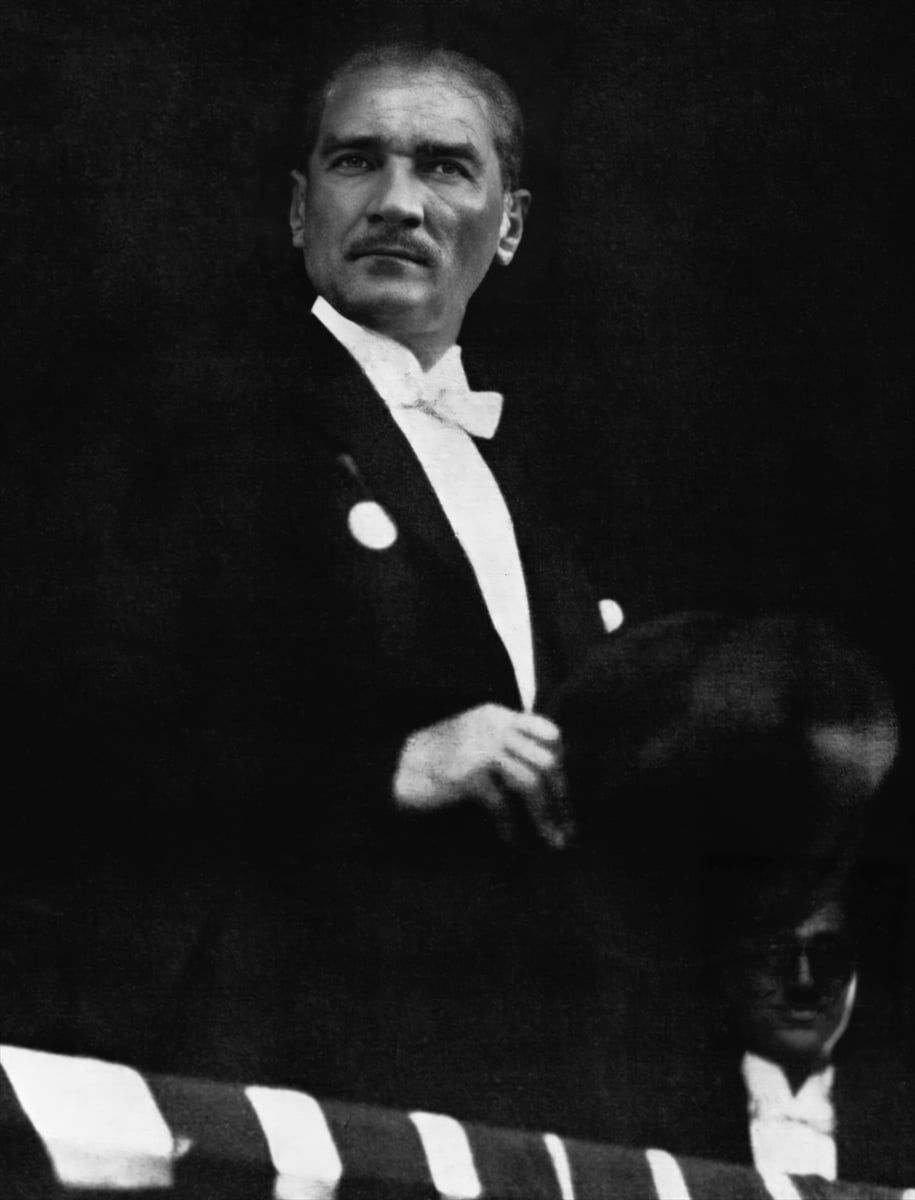
كمال أتاتورك
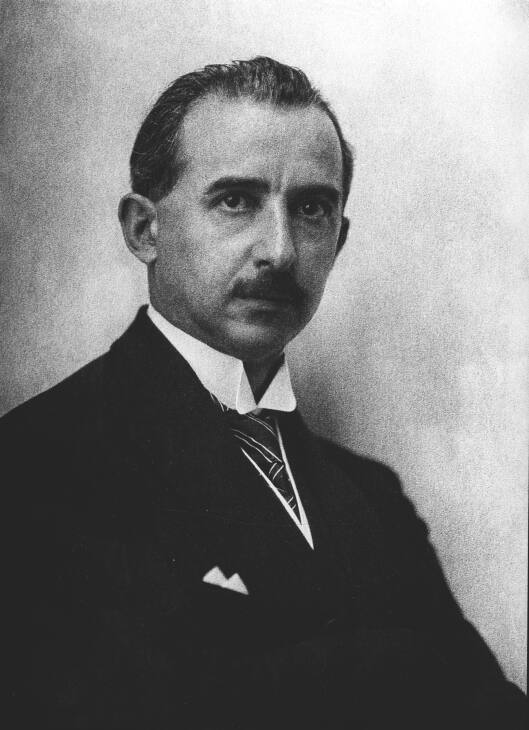
عصمت إينونو
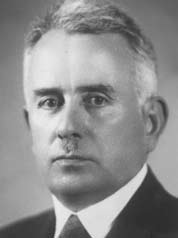
كاظم كارابيكير
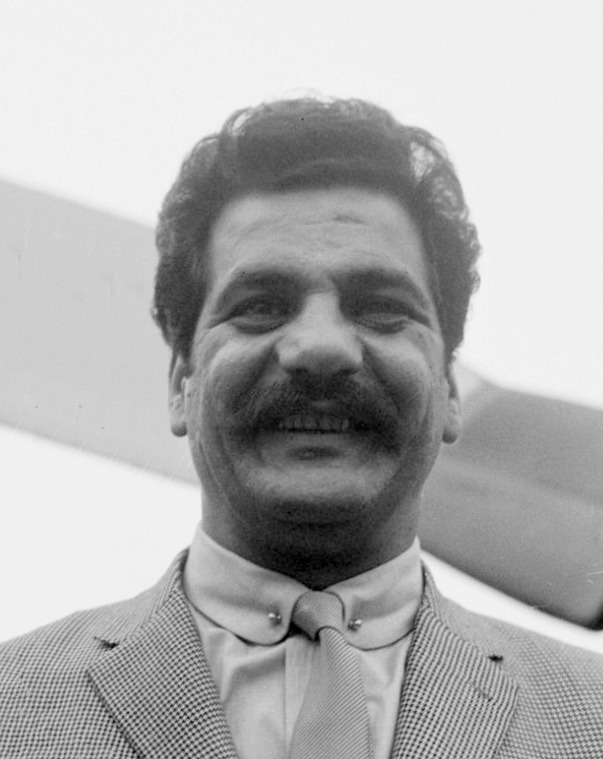
يرول تاس
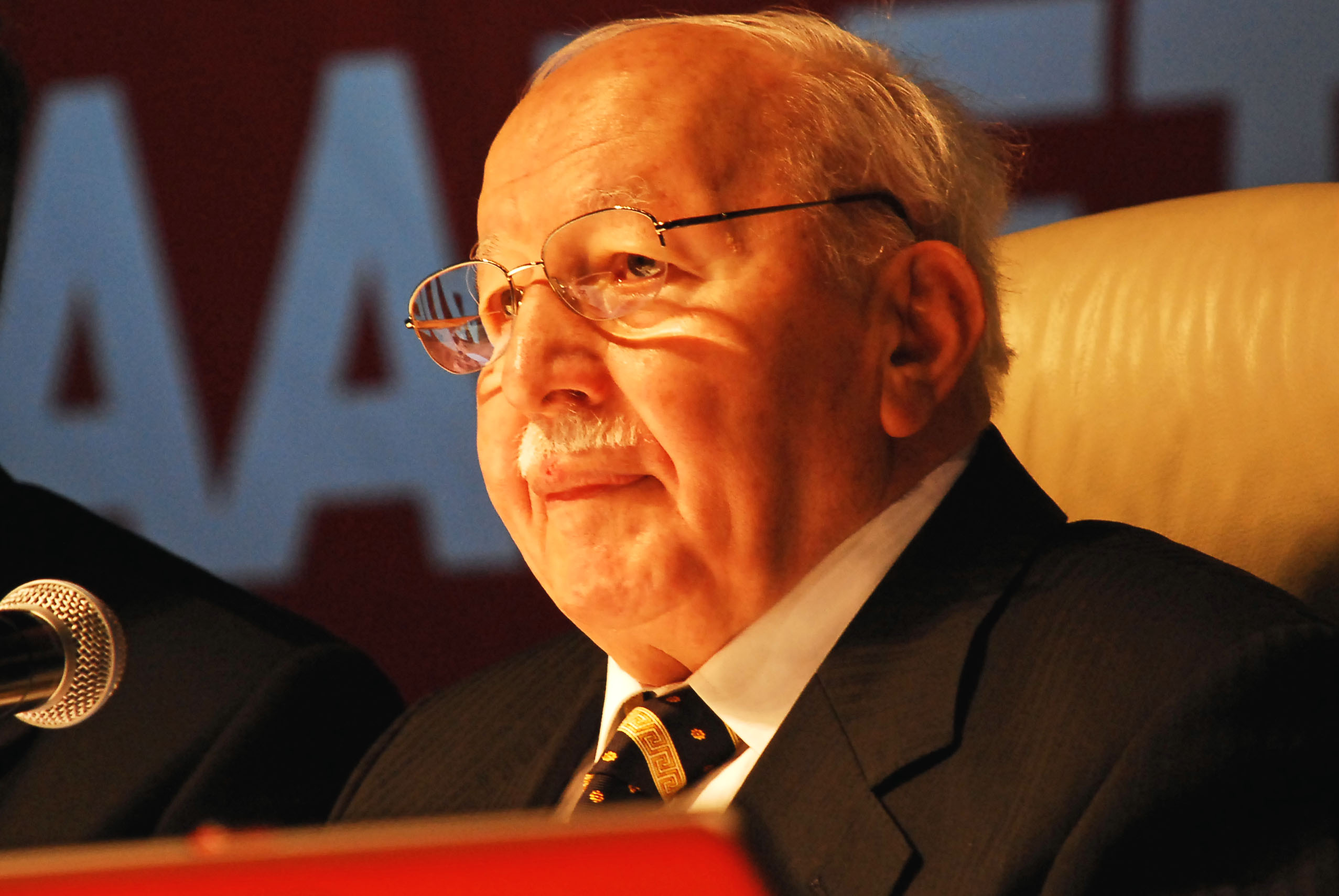
نجم الدين أربكان
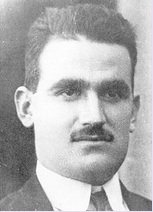
ضياء هرست
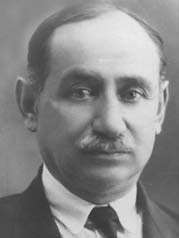
روشو باشا
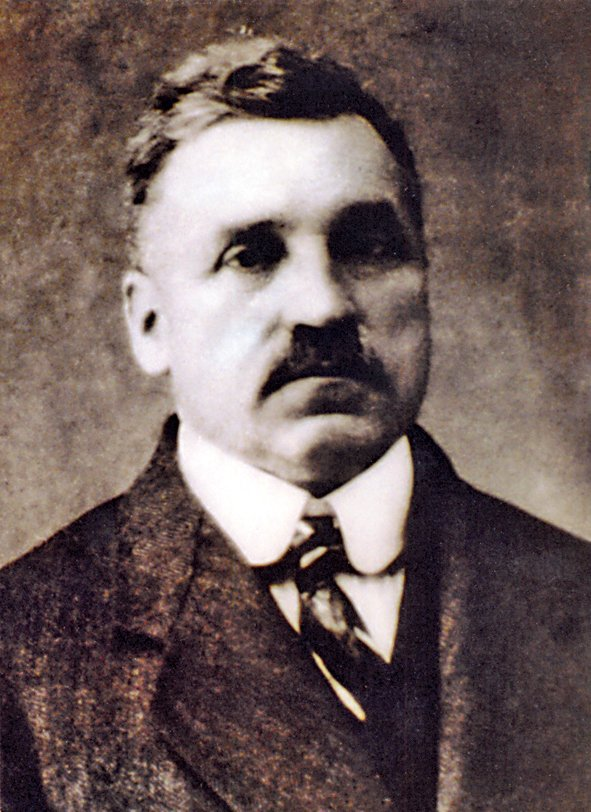
ناظم بك